# Gajusz Akashi Jiemon
Gajusz Akashi Jiemon (ur. w Korei; zm. 17 sierpnia 1627 w Nagasaki w Japonii) – błogosławiony Kościoła katolickiego, koreański tercjarz dominikański, męczennik, ofiara prześladowań antykatolickich w Japonii.

## Życiorys
Jego rodzice byli chrześcijanami. Jako tercjarz dominikański pomagał dominikańskim misjonarzom w Japonii w ich działalności apostolskiej. W tym czasie w Japonii trwały prześladowania katolików. Za szerzenie wiary katolickiej został aresztowany i spalony żywcem w Nagasaki 17 sierpnia 1627 r. razem z wieloma innymi chrześcijanami.
Został beatyfikowany w grupie 205 męczenników japońskich przez Piusa IX w dniu 7 lipca 1867 (dokument datowany jest 7 maja 1867)
Dniem jego wspomnienia jest 10 września (w grupie 205 męczenników japońskich).